# 2176
2176(이천백칠십육)은 2175보다 크고 2177보다 작은 자연수다.

## 수학
- 합성수로, 그 약수는 총 16개다. (1, 2, 4, 8, 16, 17, 32, 34, 64, 68, 128, 136, 272, 544, 1088, 2176)
  - 2176의 진약수의 합은 2414이므로, 2176은 과잉수다.
- 16번째 이십각수다. 앞의 이십각수는 1905, 다음은 2465다.
- 30번째 중심있는 오각수다. 앞의 중심있는 오각수는 2031, 다음은 2326이다.
- 16번째 오각뿔수다. 앞의 오각뿔수는 1800, 다음은 2601이다.
- {\displaystyle 2176=24^{2}+40^{2}}
  - 서로 다른 두 자연수의 제곱합으로 나타낼 수 있는 수다.
- 정2176각형은 작도할 수 있다.

## 과학·기술
- NGC 2176(독일어판, 프랑스어판): 황새치자리 방향에 있는 산개성단.
- 코스모스 2176호(영어판): 러시아의 인공위성.

## 기타
- 연도: 2176년, 기원전 2176년

## 같이 보기
- 2000